# Dicranotropis bridwelli
Dicranotropis bridwelli är en insektsart som beskrevs av Frederick Arthur Godfrey Muir 1920. Dicranotropis bridwelli ingår i släktet Dicranotropis och familjen sporrstritar. Inga underarter finns listade i Catalogue of Life.